# Challenger (hop)
Wye Challenger of kortweg Challenger is een hopvariëteit, gebruikt voor het brouwen van bier.
Deze hopvariëteit is een “dubbeldoelhop”, bij het bierbrouwen gebruikt zowel voor zijn aromatische als zijn bittereigenschappen. Deze Engelse variëteit werd gekweekt in het Wye College te Kent in 1963, met als voorvader Northern Brewer en in 1972 op de markt gebracht.

## Kenmerken
- Alfazuur: 6 – 9%
- Bètazuur: 3,2 – 4,2%
- Eigenschappen: volmondige afgeronde bitterheid, frisse fruitigheid en toetsen van stro na rijping